# Scott Phillips (regista)
Scott Phillips (...) è un regista, sceneggiatore e produttore cinematografico statunitense.

## Filmografia

### Regista
- Science Bastard (2002) (cortometraggio)
- The Stink of Flesh (2005)
- Gimme Skelter (2007)

### Sceneggiatore
- Drive - Prendetelo vivo (Drive), regia di Steve Wang (1997)
- The Boy with the X-Ray Eyes di Jeff Burr (1999)
- Horrorvision di Danny Draven (2001)
- Cryptz di Danny Draven (2002)